# Девичья башня (Таллин)
Не́йтситорн, также Де́вичья ба́шня (эст. Neitsitorn, Megedetorn) — крепостная башня в юго-западной части Таллинской оборонительной стены между надвратной башней на улице Люхике-Ялг и Харьюскими воротами (не сохранились); расположена к северу от нынешней улицы Команданди теэ. Памятник архитектуры XIV века. Внесена в список всемирного наследия ЮНЕСКО. Филиал Таллинского городского музея.

## История
Получила своё название в честь коменданта башни Хинсе Меге (нем. Hinse Meghe). Позже имя видоизменилось в нем. Mägdethurm, Mädchenthurm, из которого в переводе на эстонский появилось название Neitsitorn.
Башня в первоначальном виде, вероятно, была построена в первой четверти XIV века, одновременно с закладкой крепостных стен Королевского сада; впервые упоминается в 1373 году.

Открытая со стороны города, она является редким для Таллина образцом четырёхгранной, выступающей за линию стены башни. Позже эта городская стена была ещё два раза надстроена.
Четырёхугольное фланкирующее сооружение высотой 12,5 м имело три этажа и основание трапециевидной формы. Второй этаж образовывал площадку, открытую в сторону города и находящуюся чуть выше боевого хода обводной стены, а нижний был закрытым.
Башня сильно пострадала в 1577 году при осаде Ревеля русскими войсками в ходе Ливонской войны. Позже была восстановлена, использовалась в качестве тюрьмы с 1626 года по 1842 год. После очередной реставрации, c 1911 по 1960 год башню использовали в качестве жилого дома.
С конца XIX века до 1960-х годов в башне располагались ателье художников, в том числе Кристьяна и Пауля Раудов; после Второй мировой войны в башне много лет жил выдающийся архитектор Карл Бурман.
Разваливавшуюся башню стали приводить в порядок в 1968 году, существенно перестроив интерьер. Башню надстроили на полтора этажа и сделали выходящую на средневековый Нижний город стеклянную стену. В 1981 году в башне было открыто завоевавшее широкую популярность кафе «Neitsitorni». С 2004 по 2011 год башня была закрыта, и только с передачей её в ведение Таллинского городского музея начался процесс её обновления. Масштабные реновационные работы начались в мае 2012 года.
Работы по реконструкции башни завершились в конце февраля 2013 года. Реконструкцию расположенного перед башней Сада датского короля поддержали суммой в миллион датских крон (около 134 140 евро) Фонд королевы Дании Маргрете и фонд А. П. Моллер-Мерска, она завершилась в августе 2013 года.
В ходе работ были отремонтированы четыре этажа Девичьей башни, выстроены подземные кухонные помещения и музейные помещения. Кроме того, был построен новый проход между Девичьей башней и Кик-ин-де-Кёк, отремонтирован проход из Девичьей башни в башню Талли и благоустроена эстрада в Саду датского короля. С 10 июля 2013 года на трёх этажах башни работает кафе с видом на старый город (вход по музейному билету), а подвальные помещения, первый этаж и ход в башню Кик-ин-де-Кёк позволят посетителям ознакомиться с постоянной экспозицией и временными выставками городского музея.
Башня с четырьмя реконструированными этажами, музейными помещениями и кафе, как составная часть Таллинского городского музея, призвана стать новым магнитом для таллинцев и туристов. Стоимость её реконструкции составила почти 1,2 миллиона евро.